# Robert II du Palatinat
 (mars 2020).
Si vous disposez d'ouvrages ou d'articles de référence ou si vous connaissez des sites web de qualité traitant du thème abordé ici, merci de compléter l'article en donnant les références utiles à sa vérifiabilité et en les liant à la section « Notes et références ».
Pour les articles homonymes, voir Robert II.
Robert II du Palatinat dit « le Sérieux » en allemand der Harte ou der Ernste  (né le 12 mai 1325 à Amberg † mort le 6 janvier 1398 à Amberg)  fut comte palatin en 1390, puis électeur palatin du Rhin et comte palatin du Haut-Palatinat de 1327 à 1398.

## Biographie
Fils aîné d'Adolphe Ier du Palatinat et d'Ermengarde d'Oettingen, Robert II du Palatinat perdit son père en 1327 dans une lutte futile autour de l'héritage familial. Son oncle Louis IV occupait alors de Palatinat du Rhin et plaça alors ses neveux orphelins sous la tutelle du comte Jean de Nassau, tout acquis à la cause de l'Autriche.
En 1329, le traité de Pavie avait donné lieu à un règlement entre Louis IV et les frères d'Adolphe, Rodolphe II et Robert Ier. Son père étant décédé, Robert II, âgé de quatre ans, prit sa place dans le partage.
En 1334, Robert Ier convint avec son neveu mineur Robert II qu'en cas de partage avec Rodolphe II, ils seraient conjointement propriétaires et administrateurs des biens qui leur revenaient. C'est en février 1338 qu'ils se virent attribuer la plus grande partie de la Rhénanie-Palatinat avec Heidelberg et une partie du Haut-Palatinat. Ils gouvernèrent ces régions ensemble jusqu'à la fin de 1353, lorsque, après la mort de Rodolphe II, une nouvelle division des terres eut lieu. Robert Ier reçut à cette occasion la majeure partie de l'ensemble du territoire, y compris l'ancien territoire de Rodolphe, tandis que Robert II n'en reçut qu'une plus petite partie, y compris les villes plus importantes de Lindenfels, Alzey, Stromberg (Hunsrück) et le château de Stahleck. En 1355, il fut décidé que Robert II succèderait à son oncle Robert Ier si ce dernier devait rester sans héritiers mâles. Cet accord fut réaffirmé en 1357 ; en 1368, tous deux s'accordèrent également sur l'indivisibilité future de la plupart des territoires et le neveu devint corégent. À ce titre, il participa à la fondation de l'université de Heidelberg par son oncle Robert Ier et avec lui, il fut également représenté sur le sceau historique de l'université de 1386.
Après la mort de Robert Ier (qui avait succédé à Rodolphe II), le 16 février 1390, Robert II fut proclamé électeur palatin avec le consentement de Venceslas, roi des Romains. En 1391, il bannit les Juifs et les prostituées du Palatinat, confisque leurs biens et les lègue à l'université Robert-Charles de Heidelberg. En 1395, il promulgua la Rupertinische Konstitution qui devait assurer l'unité du Palatinat. Entre autres dispositions, il a incorporé à son royaume l'ancienne ville libre impériale Neckargemünd.
Il fut enterré dans l'abbaye de Schönau, un monastère cistercien à Heidelberg.

## Mariage et descendance
En 1348 Robert épousa Béatrice de Sicile, fille du roi Pierre II de Sicile et d'Élisabeth de Carinthie.
Sept enfants sont issus de cette union :
- Anne de Bavière (1346-1415), en 1363 elle épousa le duc Guillaume II de Berg
- Frédéric de Bavière (1347-1347)
- Jean de Bavière (1349-1349)
- Mathilde de Bavière (1350-), elle épousa le comte palatin Henri von Veldenz, veuve elle épousa en 1379 le landgrave Sigost von Leuchtenberg (1349-1393)
- Élisabeth de Bavière (1351-)
- Robert III du Palatinat
- Adolphe de Bavière (1355-1358)